# Dahret (ö i Eritrea)
Dahret är en ö i Eritrea. Den ligger i den nordöstra delen av landet, 150 km nordost om huvudstaden Asmara. Arean är 0,72 kvadratkilometer.
Terrängen på Dahret är mycket platt. Öns högsta punkt är 7 meter över havet. Den sträcker sig 1,5 kilometer i nord-sydlig riktning, och 1,6 kilometer i öst-västlig riktning.